# Bewl Water
Das Bewl Water ist ein Stausee in Kent, England. Der See liegt im Tal des River Bewl südlich von Lamberhurst. Der River Bewl entspringt östlich des Sees und verlässt diesen an dessen Nordseite. Zahlreiche weitere unbenannte Zuflüsse münden ebenfalls in den See.
Der See ist mit einem Fassungsvermögen von 31 Millionen Litern Wasser das größte Gewässer in Südost-England. Er versorgt East Sussex und Kent mit Trinkwasser.
Bei starken Regenfällen vor allem im Winter wird der Stausee neben seinem natürlichen Zufluss mit Wasser aus dem River Teise bei Goudhurst und dem River Medway bei Yalding gefüllt. Während Trockenperioden kann dann Wasser wieder in die Flussläufe zurückgepumpt werden.
Ein rund 20 km langer Rundweg führt um den See, der zum Fahrradfahren und Wandern genutzt werden kann. Auf dem See selbst wird Wassersport betrieben.